# Black Holes and Revelations
| 전문가 평가          | 전문가 평가 |
| 총 점수              | 총 점수     |
| 출처                 | 점수        |
| -------------------- | ----------- |
| 메타크리틱           | 75/100      |
| 평가 점수            |             |
| 출처                 | 점수        |
| AllMusic             | [ 2 ]       |
| Blender              | [ 3 ]       |
| Entertainment Weekly | B+          |
| The Guardian         | [ 5 ]       |
| Los Angeles Times    | [ 6 ]       |
| NME                  | 9/10        |
| Pitchfork            | 4.2/10      |
| Q                    | [ 9 ]       |
| Rolling Stone        | [ 10 ]      |
| Spin                 | [ 11 ]      |

《Black Holes and Revelations》는 영국의 록 밴드 뮤즈의 네 번째 스튜디오 음반이다. 2006년 7월 3일, 워너 브라더스 레코드뿐만 아니라 밴드 자체의 헬륨 3 레이블을 통해 발매되었다. 녹음은 4개월 동안 뉴욕과 런던, 밀라노, 남부 프랑스로 나뉘어서 진행되었다. 또한 이 밴드가 제작에 더 적극적인 역할을 한 것은 이번이 처음이다. 《Black Holes and Revelations》는 뮤즈의 이전 음반에서 스타일 변화를 보였으며, 디페쉬 모드, 밀리어네어, 라이트닝 볼트, 슬라이 & 더 패밀리 스톤, 남부 이탈리아 음악의 영향을 받았다고 밝혔다. 그들의 이전 두 음반과 마찬가지로 정치적이고 반이상향적인 함의가 특징이며, 정치 부패, 외계인 침공, 혁명, 신세계 질서 음모 등의 주제를 다룬 가사는 물론 더 전통적인 사랑 노래도 수록되어 있다.
《Black Holes and Revelations》는 비평가들로부터 긍정적인 평가를 받았고 많은 연말 리스트에 출연했다. 머큐리상 후보에 올랐으며 이후 2007년판 《죽기 전에 꼭 들어야 할 앨범 1001》에 등장했다. 이 음반은 영국을 포함한 5개국에서 1위를 차지했고, 몇몇 다른 나라에서는 10위 안에 들었다. 이후 영국에서 트리플 플래티넘, 미국에서 플래티넘 인증을 받았다. 싱글 〈Supermassive Black Hole〉과 〈Knights of Cydonia〉는 모두 영국의 톱 10 히트곡이었으며, 〈Starlight〉, 〈Map of the Problematique〉, 〈Invincible〉은 모두 상위 25위 안에 들었다.

## 녹음
뮤즈의 세 번째 음반인 《Absolution》은 그들에게 미국 내 주류 노출을 가져왔다. 뮤즈는 프랑스의 옛 성당인 스튜디오 미라발에서 다음 음반의 작사, 작곡 및 리허설을 시작했다. 《Absolution》을 프로듀싱한 프로듀서 리치 코스티가 2주 뒤 합류했다.
작곡가인 매튜 벨라미는 밴드가 "집중하고, 시간을 보내고, 다른 음악적 영향들에 둘러싸여 있을 수 있도록" 산만함에서 벗어나고 싶다고 말했다. 하지만 진전은 더디었고 어떤 곡을 작업할지 결정하는데 어려움을 겪었다. 뉴욕의 아바타 스튜디오와 일렉트릭 레이디 스튜디오, 그리고 이탈리아의 스튜디오에서 더 많은 작업이 완료되었다.
베이시스트 크리스 볼첸홈은 이 밴드가 마감시한이 없기 때문에 이전 음반보다 작사, 작곡 및 녹음 작업이 더 느긋했다고 말했다. 코스티는 기타리스트로서 벨라미의 "인성"을 포착해 현악기에 손가락과 피크의 소리를 녹음하고 싶었다. 뮤즈가 스튜디오 기술에 대해 알게 된 것은 이번이 처음으로, 이전에 그 사용을 엔지니어들에게 맡긴 적이 있다.
〈Take a Bow〉에서 뮤즈는 클래식과 전자음악, 락을 혼합한 노래를 만들고 싶었다. 필립 글래스의 영향을 받아 모그 신시사이저로 연주한 아르페지오 현으로 도입부를 만들었다. 〈Map of the Problematique〉의 기타 리프는 원래 키보드로 작곡되었지만, 코스티의 권유에 따라 벨라미는 기타로 다시 연주되었으며, 신시사이저와 피치쉬프터를 이용해 기타 신호를 나누어 연주되었다. 〈Assassin〉은 노이즈 록 밴드 라이트닝 볼트의 영향을 받았으며, 긴 프로그래시브 록 도입부를 가지고 있다.
〈Soldier's Poem〉는 "이전 뮤즈의 음악과 크게 달랐다".  원래 이 노래는 《Absolution》에 수록될 예정이었지만, 새로운 가사와 엘비스 프레슬리의 〈Can't Help Falling in Love〉 영향을 받은 편곡을 거쳐 《Black Holes》에 수록되었다. 드러머인 도미닉 하워드는 원래 밴드는 노래 제작에 "거대하고 서사시적인" 접근을 하려했지만,  최종적으로 작은 스튜디오에서 녹음하기로 결정했다고 말했다. 하워드는 이 노래가 "가장 중요한 노래"라고 표현했으며,  "매튜의 지금까지 가장 놀라운 보컬이 들어있다"고 말했다.
〈Knights of Cydonia〉는  서프 록과 매튜 밸라미의 아버지인 조지 밸라미가 활동했던 밴드인 토네이도스의 1962년 싱글 〈Telstar〉의 영향을 받았다.

## 발매
이 음반은 영국에서 2006년 7월 3일에 발매되었고, 미국, 호주, 대만, 일본에서도 발매되었다. 이 음반은 〈Supermassive Black Hole〉, 〈Knights of Cydonia〉, 〈Starlight〉 등을 연주하는 밴드의 영상과 라이브 렌즈를 담은 한정판 CD/DVD 콤비네이션으로도 구할 수 있었다. 또한 2009년 8월 18일, 미국에서 바이닐 LP로 음반이 다시 발매되었다. 이 음반은 2006년 12월 22일 영국에서 더블 플래티넘, 2010년 12월 6일 트리플 플래티넘 인증을 받았다. 싱글은 각 나라마다 다른 순서로 발매되었지만 영국과 미국 양쪽에서 발매되었다. 〈Map of the Problematique〉를 제외한 모든 싱글은 바이닐 LP, CD, DVD(싱글의 뮤직비디오 포함)와 다운로드로 이용할 수 있었다.
영국에서 이 음반의 첫 번째 싱글은 2006년 6월 12일에 발매된 〈Supermassive Black Hole〉이었다. 이 싱글은 영국 싱글 차트 4위에 올라 현재까지 영국에서 가장 높은 차트 1위에 올랐다. 싱글에는 〈Starlight〉, 〈Knights of Cydonia〉, 〈Invincible〉, 〈Map of the Problematique〉가 뒤를 이었고, 〈Knights of Cydonia〉가 유일하게 10위권에 진입했다. 이 음반은 영국 음반 차트에서 2주 동안 1위에 머물렀으며, 이 시점까지 뮤즈의 가장 큰 매출을 올렸다.
미국에서 처음 발매된 싱글은 2006년 6월 13일, 〈Knights of Cydonia〉로 《빌보드》 모던 록 트랙 차트 10위에 정점을 찍은 뒤 〈Starlight〉와 〈Supermassive Black Hole〉이 그 뒤를 이었다. 〈Starlight〉는 그 당시 미국에서 가장 인기 있는 싱글로 모던 록 트랙 차트에서 2위에 올랐다. 이 음반은 미국 빌보드 200에서 9위에 데뷔하면서 뮤즈의 첫 10위권 진입이 되었다.

## 곡 목록
모든 곡들은 매튜 벨라미에 의해 작사/작곡하였다.
| #   | 제목                         | 재생 시간 |
| --- | ---------------------------- | --------- |
| 1.  | 〈Take a Bow〉               | 4:35      |
| 2.  | 〈Starlight〉                | 3:59      |
| 3.  | 〈Supermassive Black Hole〉  | 3:29      |
| 4.  | 〈Map of the Problematique〉 | 4:18      |
| 5.  | 〈Soldier's Poem〉           | 2:03      |
| 6.  | 〈Invincible〉               | 5:00      |
| 7.  | 〈Assassin〉                 | 3:31      |
| 8.  | 〈Exo-Politics〉             | 3:53      |
| 9.  | 〈City of Delusion〉         | 4:48      |
| 10. | 〈Hoodoo〉                   | 3:43      |
| 11. | 〈Knights of Cydonia〉       | 6:06      |

## 인증
| 국가                                                  | 인증        | 판매량/출하량 |
| ----------------------------------------------------- | ----------- | ------------- |
| 오스트레일리아 (ARIA)                                 | 플래티넘    | 70,000^       |
| 벨기에 (BEA)                                          | 골드        | 15,000*       |
| 캐나다 (뮤직 캐나다)                                  | 플래티넘    | 100,000^      |
| 핀란드 (Musiikkituottajat)                            | 골드        | 15,000        |
| 프랑스 (SNEP)                                         | 3× 플래티넘 | 300,000*      |
| 독일 (BVMI)                                           | 골드        | 100,000^      |
| 아일랜드 (IRMA)                                       | 플래티넘    | 15,000^       |
| 일본 (RIAJ)                                           | 골드        | 100,000^      |
| 뉴질랜드 (RMNZ)                                       | 골드        | 7,500^        |
| 노르웨이 (IFPI 노르웨이)                              | 골드        | 20,000*       |
| 스위스 (IFPI 스위스)                                  | 플래티넘    | 30,000^       |
| 영국 (BPI)                                            | 3× 플래티넘 | 1,119,574     |
| 미국 (RIAA)                                           | 플래티넘    | 1,000,000^    |
| 요약                                                  |             |               |
| 유럽 (IFPI)                                           | 2× 플래티넘 | 2,000,000*    |
| *판매량을 기반으로 한 인증 ^출하량을 기반으로 한 인증 |             |               |